# マクシミリアン・アントン・フォン・トゥルン・ウント・タクシス
マクシミリアン・アントン・ラモラル・フォン・トゥルン・ウント・タクシス（ドイツ語：Maximilian Anton Lamoral von Thurn und Taxis, 1831年9月28日 - 1867年6月26日）は、トゥルン・ウント・タクシス侯マクシミリアン・カールとその最初の妻のデルンベルク男爵夫人ヴィルヘルミーネの長男。
1858年8月24日、ポッセンホーフェン城でバイエルン公マックス・ヨーゼフの長女ヘレーネと結婚した。ヴィッテルスバッハ家家長であるバイエルン王ルートヴィヒ2世は、マクシミリアン・アントンの一族は1806年のドイツ諸侯の陪臣化に伴って領邦君主の身分を失っているため、王族として認められないとしてこの結婚を許そうとしなかった。しかしヘレーネの妹のオーストリア皇后エリーザベトとその夫のオーストリア皇帝フランツ・ヨーゼフ1世のとりなしにより、この結婚は実現に至った。
マクシミリアン・アントンは父に先立って1867年に亡くなったため、トゥルン・ウント・タクシス侯爵家の世継ぎはマクシミリアン・アントンの長男マクシミリアン・マリアとなった。

## 子女
妻ヘレーネとの間に二男二女をもうけた。
- ルイーザ（1859年 - 1948年） 1879年、ホーエンツォレルン＝ジグマリンゲン侯子フリードリヒと結婚
- エリーザベト（1860年 - 1881年） 1877年、ポルトガル王位請求者ミゲルと結婚
- マクシミリアン・マリア（1862年 - 1885年）
- アルベルト（1867年 - 1952年）